# Scunthorpe
Scunthorpe is een plaats in de Engelse county North Lincolnshire. De plaats telt 72.660 inwoners en heeft een oppervlakte van 28,6 km².

## Economie
In de streek is ijzererts te vinden en in 1864 werd in Scunthorpe een hoogoven ontstoken. Deze staalfabriek van British Steel werd in 2020 overgenomen door de Chinese Jingye Group. In april 2025 nam het Britse parlement een noodwet aan om de hoogovens van Scunthorpe te nationaliseren en zo een dreigende sluiting te voorkomen.

## Sport
De plaatselijke betaaldvoetbalclub Scunthorpe United komt uit in de Football League One. In 2009 was de stad de startplaats van de Ronde van Groot-Brittannië, een meerdaagse wielerkoers door het Verenigd Koninkrijk.

## Geboren in Scunthorpe
- Liz Smith (1921-2016), actrice
- Tony Jacklin (1944), golfer
- Iain Matthews (1946), musicus
- Kevin Doyle (1961), acteur
- Neil Cox, (1971), voetballer
- Max Poole (2003), wielrenner